# Midway (comtat de Seminole)
Midway és una població del Comtat de Seminole a l'estat de Florida als Estats Units d'Amèrica.

## Demografia
Segons el cens del 2000 Midway tenia 1.714 habitants, 583 habitatges, i 412 famílies. La densitat de població era de 476,1 habitants/km².
Per edats la població es repartia de la següent manera: un 30,0% tenia menys de 18 anys, un 9,2% entre 18 i 24, un 25,3% entre 25 i 44, un 21,6% de 45 a 60 i un 13,8% 65 anys o més.
L'edat mediana era de 34 anys. Per cada 100 dones de 18 o més anys hi havia 78,3 homes.
La renda mediana per habitatge era de 25.406 $ i la renda mediana per família de 27.243 $. Els homes tenien una renda mediana de 23.281 $ mentre que les dones 18.902 $. La renda per capita de la població era d'11.800 $. Entorn del 22,0% de les famílies i el 26,0% de la població estaven per davall del llindar de pobresa.

## Poblacions properes
El següent diagrama mostra les poblacions més properes.